# Краев, Александр Павлович
Алекса́ндр Па́влович Кра́ев (1904 — 1952, Ленинград) — советский геофизик, доктор физико-математических наук, профессор. Декан физического факультета Ленинградского государственного университета в 1947–1951 годах.

## Биография
В 1936 году защитил кандидатскую диссертацию на тему «Апериодические электро-магнитные процессы в поглощающей среде» под руководством В. Р. Бурсиана.
В 1941 году кафедра геофизика была частично эвакуирована в Саратов, однако Краев и его ассистенты В. Р. Зацепин и И. П. Иванов остались в блокадном Ленинграде, где в том же году Краев защитил докторскую диссертацию на тему «Электромагнитное частотное зондирование слоистого массива». Вместе с ассистентами он занимался разработками по оборонной тематике. В 1941—1945 годах служил в минно-торпедном управлении Краснознаменного Балтийского флота, возглавлял второй отдел лаборатории Научно-исследовательского минно-торпедного института, дослужился до звания инженер-майора.
В 1946 году основал на геологическом факультете кафедру геофизических методов разведки, куда пригласил на работу А. С. Семенова. В 1947—1951 годах был деканом физического факультета Ленинградского государственного университета.

### Семья
- Жена — Елизавета Сергеевна Краева (при рождении Бельская; 16.09.1905-18.10.1976).
  - Сын — Герман Александрович Краев (14.01.1934-15.07.1962)

## Научная деятельность
Исследовал электропроводность Земли, используя частотные электромагнитные зондирования.
Докторская диссертация Краева послужила основой для создания нового направления в электроразведке, именно благодаря ей вышел из употребления термин «электрометрия», который заменил термин «геоэлектрика».
В 1946 году под руководством и при участии Краева был проведён первый в мире широкомасштабный эксперимент по глубинным дипольным зондированиям с разносом между питающей и приемной установками до шестидесяти километров. Работы проводились на Финском заливе и Карельском перешейке. 
По представлению Краева Совет Министров СССР утвердил программу глубинных электрических исследований, выполнение которой возлагалась на Геофизический институт АН СССР. 

## Награды
- Медаль «За оборону Ленинграда»[1].

### Комментарии
1. ↑  В предисловии автор сообщает, что «вследствие отсутствия разработанной целостной теории в рассматриваемой области науки» ему пришлось ограничиться только «систематизацией и обобщением имеющегося теоретического и эмпирического материалов на основе электромагнитной теории Максвелла».
2. ↑  В эту книгу вошли переработанные главы книги «Физика земли. Электрометрия». Во второй части автор планировал изложить волновую геоэлектрику, однако написать её он не успел. Он не оставил никаких, даже черновых, материалов ко второй части книги — о её содержании можно судить лишь по курсу лекций 1950 года «Волновая геоэлектрика».